# Pygathrix cinerea
Il langur duca dalle zampe grigie (Pygathrix cinerea Nadler, 1997) è un primate estremamente raro diffuso solamente sugli Altopiani Centrali del Vietnam; è una delle 25 specie di Primati più minacciate del mondo.
Descritto solo recentemente, nel 1997, venne in un primo tempo considerato una sottospecie del langur duca dalle gambe rosse (P. nemaeus). Tuttavia, recenti studi genetici hanno dimostrato senza ombra di dubbio che si tratta di una specie separata.

## Descrizione
Come gli altri langur duca, anche quello dalle zampe grigie è uno dei Primati dai colori più vivaci, con occhi a mandorla e una bocca bianca circondata da una zona di pelle facciale di colore variabile dal giallo-arancio al marrone chiaro, e una fascia di peli bianchi che circonda i lati della testa fino alle orecchie. Una larga fascia nera è presente sulla fronte e una serie di baffi bianchi, lunghi fino a 12 cm, protendono considerevolmente dai lati della testa. Le varie specie di langur duca si distinguono tra loro soprattutto per il colore delle zampe, e il langur dalle zampe grigie, com'è ovvio, si identifica per il colore grigio scuro degli arti, nonché per la sommità del capo, il dorso e gli arti superiori grigio chiaro, e per la coda bianca, lunga quasi quanto il resto del corpo e terminante con un ciuffo sottile. La colorazione del ventre varia dal grigio chiaro al quasi bianco, le dita e i piedi sono neri, e la gola è bianca con un anello arancione attorno al collo.

## Distribuzione e habitat
Il langur dalle zampe grigie è presente solamente nelle province di Quang Nam, Quang Ngai, Binh Dinh, Kon Tum e Gia Lai, negli Altopiani Centrali del Vietnam, dove la popolazione è gravemente frammentata e minacciata dalla continua perdita dell'habitat. L'esatta estensione dell'areale della specie non è nota; tuttavia, foto di esemplari abbattuti dai cacciatori nelle regioni sud-orientali del Laos e nord-orientali della Cambogia lasciano ipotizzare che il langur duca dalle zampe grigie viva anche in questi Paesi limitrofi.
Il langur duca dalle zampe grigie abita nelle foreste pluviali sempreverdi e semi-sempreverdi, sia primarie che secondarie.

## Biologia
Mai avvistato sul terreno allo stato selvatico, il langur duca dalle zampe grigie trascorre quasi tutto il tempo alla ricerca di cibo sulle cime degli alberi. Mentre attraversa la volta, si muove con una caratteristica andatura su tutte e quattro le zampe e si dondola tra i rami con le lunghe braccia. Predilige le foglie giovani e tenere, che possono costituire fino a tre quarti della dieta, ma mangia anche gemme di piante, frutta, semi e fiori. Dal momento che una dieta composta per la maggior parte di foglie ha bassi valori nutrizionali, il langur duca dalle zampe grigie è dotato di uno stomaco in grado di ospitare un ingente volume di cibo, che può costituire più di un quarto del peso corporeo di un animale adulto. La notte, il langur duca dalle zampe grigie dorme su grandi alberi scelti con cura, dotati di una folta chioma.
Spostandosi in gruppi, le cui dimensioni variano a seconda della qualità dell'habitat, il langur duca dalle zampe grigie è un primate molto sociale, che può essere scorto facilmente mentre gioca o si spulcia con i compagni. La maternità è un dovere condiviso tra tutti i membri del gruppo, i quali si prendono cura dei piccoli mentre la madre va in cerca di cibo e li aiutano inoltre a integrarsi nel gruppo. I legami sociali tra questi gruppi di langur duca hanno un'importanza vitale e la comunicazione tra conspecifici avviene attraverso una vasta gamma di vocalizzi e segnali visivi, nonché tramite comunicazione tattile sotto forma di grooming sociale. La maggior parte dei gruppi sono misti, con più femmine che maschi, e in essi vige una rigida gerarchia, ove tutti i maschi dominano sulle femmine. Probabilmente l'attività riproduttiva ha un picco tra febbraio e giugno, quando vi è maggior abbondanza di frutti stagionali, e un unico piccolo nasce dopo un periodo di gestazione stimato sui 210 giorni circa. Le femmine raggiungono la maturità sessuale a circa cinque anni di età, e probabilmente si riproducono ogni due anni.

## Conservazione
Essendo diminuiti di circa l'80% nel corso degli ultimi decenni, studi sul campo svolti nel 2004 lasciano ipotizzare che in natura rimangano non più di 550-700 langur duca dalle zampe grigie; sebbene non sembri molto minacciata, tuttavia, la popolazione continua a diminuire. La principale minaccia per questa specie è la caccia a scopo alimentare e per l'impiego di parti del corpo nella «medicina» tradizionale. Essa viene anche catturata viva, con l'impiego di trappole, per essere venduta come animale da compagnia, sebbene gli esemplari in cattività sopravvivano a lungo solo raramente a causa dell'estrema sensibilità dell'apparato digerente. A settembre, nella Riserva Naturale di Kon Cha Rang, che ospita una delle popolazioni rimaste più numerose di langur duca dalle zampe grigie, viene praticata una tradizionale forma di caccia con l'impiego di un gran numero di trappole posizionate tra gli alberi appositamente per catturare questa scimmia. Il langur duca dalle zampe grigie è anche particolarmente vulnerabile alla caccia con le armi da fuoco, dato che quando si sente minacciato rimane generalmente immobile nella volta della foresta invece di fuggire via al riparo. I danni provocati da questo sfruttamento vengono incrementati dalla distruzione dell'habitat di questo animale, divenuto gravemente frammentato e degradato, che continua a diminuire in seguito allo sfruttamento del legname e dell'avanzata dell'agricoltura a un tasso di circa 100 km² l'anno. Molte comunità che vivono nei pressi di queste foreste praticano attività agricole itineranti, con la tendenza a convertire il suolo forestale in zone coltivate e pascoli per il bestiame, aumentando ancor più la pressione sull'habitat di questa rara scimmia.
Ospitando almeno 24 specie di primati, un quarto delle quali considerate endemiche, la protezione degli ambienti naturali del Vietnam è di importanza critica per la conservazione dei Primati. Tuttavia, i progetti di conservazione nel Paese sono troppo spesso ostacolati dalla difficoltà o incapacità di far rispettare le misure di protezione attuate, con il risultato che molte specie rare continuano a essere cacciate e il loro habitat minacciato. Questo quadro è ulteriormente aggravato dalla dipendenza di gran parte della popolazione dalle risorse naturali e dalla scarsità dei fondi stanziati per le attività di conservazione.
Al langur duca dalle zampe grigie è offerto il massimo livello di protezione ai sensi della Legge sulla Protezione della Fauna Selvatica del Vietnam, ed esso si incontra anche in diverse riserve naturali, sebbene in queste aree i livelli di protezione siano variabili e spesso inadeguati, tanto che in esse continua indisturbata la caccia a questa specie. Riconoscendo la grave situazione del langur duca dalle zampe grigie, la Società Zoologica di Francoforte ha intrapreso diversi studi sulla specie nel suo habitat naturale, per fornire consigli riguardo alla creazione di speciali «Aree di Protezione della Specie» che mirino ad aumentare la connettività tra popolazioni attualmente isolate. Presso il Centro di Recupero dei Primati Minacciati del Parco nazionale di Cuc Phuong è inoltre in corso un programma di riproduzione in cattività.